# Александер Де Кро
Александер Де Кро (на нидерландски: Alexander De Croo) е белгийски политик от партията Открити фламандски либерали и демократи (ОФЛД).
Роден е на 3 ноември 1975 година във Вилворде в семейството на политика Херман Де Кро. През 1998 година завършва бизнес инженерство в Брюкселския свободен университет, работи в американската консултантска фирма „Бостън Кънсълтинг Груп“, а през 2004 година защитава магистратура по бизнес администрация в Северозападния университет. Включва се в политическия живот през 2009 година, когато се кандидатира за евродепутат, в края на годината оглавява ОФЛД, а през следващата година е избран за сенатор. От 2012 година е вицепремиер и последователно е министър на пенсиите (2012 – 2014), на сътрудничеството за развитие (2014 – 2020) и на финансите (2018 – 2020).
На 1 октомври 2020 година Александер Де Кро става министър-председател.